# Infadels
Infadels es un grupo inglés de Dance rock y rock electrónico originario del barrio londinense de Hackey, firmados con la disquera Wall of Sound.
Se han establecido rápidamente como consentidos de la escena en vivo del Reino Unido ganando admiradores al abrir conciertos de Faithless, The Prodigy y Hard-Fi. El álbum debut del grupo, We are not the Infadels, fue producido por Jagz Kooner y editado en enero del 2006.

## Historia
El grupo fue fundado en el 2003 por Alex Bruford en la batería, Matt Gooderson en la guitarra y programacción, y Bnann Watts en las voces. Poco tiempo después se unieron Richie Vermin en los teclados y Wag Marshall-Pag' en el bajo.
Editaron dos sencillos bajo Dead at Thirty, su propia disquera: "Leave Your Body" y "Can't Get Enough/Murder That Sound". Después de haber ganado los premios por Mejor Acto en Vivo y Mejor Banda Dance en los Diesel-U-Music Awards de 2004 firmaron con la disquera Wall of Sound. Su canción Can't get Enough fue incluida en el juego Gran Turismo 4 para el PlayStation 2, y posteriormente sería una de las canciones del "Fifa 07".
Se han ganado la reputación de una de las bandas más trabajadoras en la industria en cuanto al hecho de que se encuentran prácticamente siempre de gira, ya sea por cuenta propia o abriendo conciertos de otros grupos.
En 2005, sacaron la canción "Jagger '67", la cual sería la canción del juego "F1 06" y también de "F1 Championship Edition"
Una nueva toma de Can't Get Enough producida por Jagz Kooner fue lanzada en enero del 2006 como el primer sencillo del álbum We Are Not the Infadels, editado también en el mismo mes. Love Like Semtex fue elegido como segundo sencillo en junio del mismo año.
Tomaron su nombre de una retransmisión sobre Bin Laden durante el periodo posterior al 11 de septiembre, en donde llamaban "Infidels" a quienes no creen en la sociedad, la política ni la religión.

## Miembros
- Bnann Watts – voz

Bnann fue el vocalista de la banda de britpop Greenship en los 90 y es una de las mitades de Darko & Bnann de Sumsonic Records. También escribió canciones para Rhinocerose y canta en "Cubicle", su canción utilizada para la publicidad del iPod de 1000 canciones. Escribió también la canción "Chemical Girlfriend" que aparece en el álbum Kubb.
- Alex Bruford – batería

Alex es el hijo de la leyenda Bill Bruford.
- Matt Gooderson – guitarras y programación

- Wag Marshall Page – bajo

Wag es "ministro sin portafolio" de la micronación Lovely, y la otra mitad del dueto ganador de premios Banks & Wag. Es amigo cercano del escritor/comediante Danny Wallace y aparece frecuentemente en su libro "Yes Man", del cual se está haciendo una película protagonizada por Jack Black. No se sabe aún quien interpretará a Wag.
- Richie Vermin – teclados

Richie fue el fundador de la ahora desaparecida disquera Dead at Thirty Records.
Actualmente la banda se encuentra disuelta.

## Discografía

### Sencillos
- Leave Your Body - 2003
- Can't Get Enough/Murder That Sound - 3 de mayo de 2004
- Jagger '67 - 26 de septiembre de 2005
- Give Yourself To Me (Reality TV) - 25 de abril de 2005
- Can't Get Enough - 23 de enero de 2006
- Love Like Semtex - 5 de junio de 2006
- Girl That Speaks No Words - 9 de octubre de 2006
- Make Mistakes - 21 de abril de 2008
- Free Things For Poor People - 16 de junio de 2008
- A Million Pieces - 1 de septiembre de 2008
- Ghosts - 19 de abril de 2010
- From Out Of The Black Sky - 2012

### Álbumes
- We Are Not the Infadels - 30 de enero de 2006
- Universe In Reverse - 23 de junio de 2008
- The Future of the Gravity Boy - 19 de marzo de 2012